# 凌源龍屬
凌源龍屬（意為“凌源的蜥蜴”）是一屬生存於中國早白堊世的獸腳亞目鐮刀龍類恐龍。它含有一個物種，四合當凌源龍（L.sihedangensis）。它的化石是在热河組的一層中發現的。 
根據Mickey Mortimer的說法，凌源龍可能是一種竊蛋龍類恐龍。